# Конрад II
Вижте пояснителната страница за други личности с името Конрад II.
Конрад II (на немски: Konrad II, Konrad der Ältere) е от 1024 – римско-немски крал на Източното франкско кралство (regnum francorum orientalium), от 1026 – крал на Италия, император на Свещената Римска империя от 1027 до 1039 г., от 1034 – крал на Бургундия. Той е първият римско-германски император от франкската Салическа династия. Това обаче не може да се твърди със сигурност, тъй като подобно разграничаване се появява чак в края на династията.
Конрад постепенно увеличава териториите, оставени от предшественика му Хайнрих II, и разпростира властта на империята. Въпреки многото въстания по негово време управлението му никога не е застрашено. Успява да запази северните и източните части на империята само с помощта на отстъпени територии.

## Произход
Роден е през 990 г. в Шпайер, Свещена Римска империя. Син е на Хайнрих (* 970, † 998/1000), граф на Вормсгау, и Аделхайд от Мец (* 970, † 19 май 1039/1046) от род Матфриди.

## Възкачване на трона
Император Хайнрих II не оставя наследници и претенденти за трона на Кралство Германия са двама с името Конрад, правнуци на Ото I по женска линия. Изборът се състои от цялата светска и църковна германска аристокрация в Майнц на 4 септември 1024 г. Повече гласове получава по-старият Конрад, син на Хайнрих фон Шпайер. Според предварителната уговорка загубилият не направил контестация, смяната на властта протекла гладко и вдовстващата кралица Кунигунда предава кралските инсигнии на Конрад II на 8 септември 1024 г.
За да се подсигури на трона, Конрад убеждава съветниците си да изберат малолетния му син Хайнрих за херцог на Бавария, като в случай на смърт на бащата короната преминава у него. След това заминава за Италия, където светските владетели са настроени против немското владичество, но миланският архиепископ Ариберт поддържа германския крал. След като се коронясва в Милан с желязна корона, Конрад се отправя към Рим, където на 26 март 1027 г. папа Йоан XIX го коронясва официално за император на Свещената Римска империя. Князете на Капуа, Беневенто и Салерно признават неговото върховенство.

## Управление

### Външна политика
Конрад води войни с полския крал Мешко и през 1033 г. получава част от полските земи и васална клетва от полския крал:с. 62 – 3. Отношенията с Унгария също не са мирни – крал Ищван I, женен за сестрата на Хайнрих II, иска част от Бавария, която според него била зестра на съпругата му. Унгарската армия навлиза в земите на Австрия и превзема една част от тях. Конрад е принуден да подпише мирен договор и загубва тези територии.
През 1035 г. възкачилият се на чешкия трон Бретислав признава своята васална зависимост от Конрад. През 1038 г. швабският херцог Херман умира при епидемия и Конрад дава Херцогство Швабия на сина си; след смъртта на херцога на Каринтия той получава Херцогство Каринтия, а тъй като владее Бавария, само Саксонското и Лотарингското херцогства не са в неговите ръце.
Най-големият му външнополитически успех е присъединяването на Горна Бургундия. Конрад успява да убеди крал Рудолф, че е легитимен наследник на Хайнрих II и короната на Бургундия му принадлежи по право. Оказва се, че местната аристокрация предпочита за крал графа на Шампан и се налага Конрад да воюва. След двегодишна война през 1034 г. Бургундия е вече част от империята.

### Вътрешна политика
Във вътрешната си политика Конрад II прави много, за да осигури наследственост на властта за потомството си. За да затвърди авторитета си сред италианците Конрад издава специален едикт, с който фиефовете се наследяват по мъжка линия и така отнема възможността големите феодални сеньори да отнемат малките владения.

## Фамилия
Конрад II се жени през 1016 или 1017 г. за Гизела Швабска (989/990 – 1043) от фамилията Конрадини, дъщеря на Херман II, херцог на Швабия, и на Герберга Бургундска. С нея той има три деца:
- Хайнрих III (* 28 октомври 1017, † 5 октомври 1056), (1046 – 1056 император на Свещената Римска империя)
- Матилда (* 1027, † януари 1034), сгодена 1033 г. за Анри I, крал на Франция.
- Беатрикс (* ок. 1030, † 26 септември 1036)